# Amatersko prvenstvo Francije 1946
Amatersko prvenstvo Francije 1946 v tenisu.

## Moški posamično
Marcel Bernard :  Jaroslav Drobný 3-6, 2-6, 6-1, 6-4, 6-3

## Ženske posamično
Margaret Osborne :  Pauline Betz 1-6, 8-6, 7-5

## Moške dvojice
Marcel Bernard /  Yvon Petra :  Enrique Morea /  Pancho Segura  7–5, 6–3, 0–6, 1–6, 10–8

## Ženske dvojice
Louise Brough  /  Margaret Osborne :  Pauline Betz /  Doris Hart 6–4, 0–6, 6–1

## Mešane dvojice
Pauline Betz /  Budge Patty :  Dorothy Bundy /  Tom Brown  7–5, 9–7